# Oto Nemsadze
Otar Nemsadze , gruzijski pevec (gruzinsko ოთო ნემსაძე)  *18. junij 1989 

## Kariera
Nemsadze je širši javnosti najbolj znan po zmagi v peti sezoni Geostarja leta 2010. Pred tem je sodeloval v tretji sezoni The Voice of Ukraine, kjer je končal na drugem mestu. 
Leta 2017 je s skupino Limbo sodeloval na gruzijskem nacionalnem izboru za Evrovizijo.  Njihova pesem »Dear God« je s 60 točkami zasedla 10. mesto. Dne 3. marca 2019 je zmagal na Gruzijskem idolu in s tem postal predstavnik Gruzije na Pesmi Evrovizije 2019. Nastopil je v prvem polfinalu s pesmijo »Sul tsin iare« vendar je s 64 točkami zasedel 14. mesto in ostal zunaj finala.  Leta 2021 je deloval kot tiskovni predstavnik Gruzije, ko je v velikem finalu Pesmi Evrovizije 2021 razglasil točke, ki jih je podelila gruzijska žirija.

## Diskografija

### Pesmi
- »Dear God« (skupaj Limbo, 2017)
- »Sul tsin iare« (2019)